# Portrait de la jeune fille en feu
Portrait de la jeune fille en feu (bra: Retrato de uma Jovem em Chamas; prt: Retrato da Rapariga em Chamas) é um filme de drama histórico escrito e dirigido por Céline Sciamma. No Festival de Cannes 2019, foi selecionado para competir para o Palme d'Or. Na mesma cerimônia, venceu o Queer Palm, tornando-se o primeiro filme a ser dirigido por uma mulher a ganhar a seleção. Sciamma venceu, ainda, o Prêmio de Roteiro.
Na França, o filme foi lançado em 18 de setembro de 2019, por intermédio da Pyramide Films. No Brasil o filme foi distribuído pela Supo Mungam Films, sendo lançado em 9 de janeiro de 2020. Em Portugal, foi lançado em 12 de março de 2020 por intermédio da Midas Filmes.
Em dezembro de 2020, a Supo Mungam Films anunciou uma parceria com a Versátil Home Vídeo para lançar o filme em blu-ray no Brasil no dia 8 de março de 2021, em homenagem ao Dia Internacional da Mulher.

## Elenco
- Noémie Merlant como Marianne
- Adèle Haenel como Héloïse
- Luàna Bajrami como Sophie
- Valeria Golino como La Comtesse

## Recepção
No agregador de avaliações Rotten Tomatoes, Portrait de la jeune fille en feu conta com aprovação de 98%, baseada em 308 críticas, e uma média de 9,0/10 seguido do consenso:"Uma peça de época singularmente rica, Portrait of a Lady on Fire encontra um drama estimulante e instigante em um romance de atuação poderosa". No Metacritic, o filme tem uma nota de 93 de 100 pontos, baseada em 16 críticas que indicam "aclamação universal".